# سبال بحري
سبال بحري (الاسم العلمي: Sabal maritima) هو نوع نباتي يتبع جنس السبال من فصيلة الفوفلية.